# Темподром
Темподром — огромное помещение для массовых мероприятий в Берлине. Кроме концертного зала в нем находятся бассейн (крытый) и арена.

## История
Западноберлинская медсестра Ирене Месингер неожиданно для себя получила наследство от почти незнакомого папы, умершего в Италии. Он был крупным нефтяным трейдером и Ирене получила большую сумму — 800 тысяч немецких марок. Воспользовавшись шансом она, недолго думая, прикупила себе палатку цирка-шапито. Она поставила ее на месте, на котором он стоит и по сей день и начала активную цирковую деятельность. «Под крышей Темподрома выступали представители тогдашнего андеграунда, которых не привечали солидные концертные залы, от Джанны Наннини до Die Toten Hosen. За сезон шатер посещало около 200 тыс. зрителей.». Ирене прозвали королевой андеграунда.
В 1984 г. Темподром приехал в Тиргартен и простоял успешно там до того времени, пока Германия не объединилась и пока не решили возвести резиденцию федерального канцлера.
В 1999 г. был создан фонд Stiftung Neues Tempodrom. Благодаря работе фонда были собраны средства на постройку нового, уже стоящего Темподрома и уже в Берлине. Новый Темподром было решено возвести на месте бывшего железнодорожного вокзала Anhalter Bahnhof.
В 2001 году он был построен.

## Географические данные
Ближайшие города: Берлин, Мюнхеберг, Щецин.